# 高木ブー伝説
「高木ブー伝説」（たかぎブーでんせつ）は、筋肉少女帯がインディーズ時代の1987年7月にナゴムレコードから発売された自主制作のシングル・レコード。規格品番はNG-042。

## 解説
失恋男の様子をザ・ドリフターズのメンバー・高木ブーが演じる（あくまで高木の芸風であるが）無能で何もしないキャラクターに喩え作られた曲。ジャケットは漫画家の上條淳士による高木・大槻モヨコ（現：大槻ケンヂ）の似顔絵が描かれている。
翌1988年初め、筋肉少女帯が『冗談画報』や『11PM』などのテレビ番組に出演した際に演奏した「高木ブー伝説」、「ドリフター」といった楽曲歌詞について、ドリフターズの所属事務所の関係者を名乗る者から苦情の電話が寄せられ、「高木ブー伝説」は自主回収という形で販売中止となる。しかし、その電話は後に悪戯と発覚する。
その直後、筋肉少女帯はトイズファクトリーからのメジャー・デビューに際し「高木ブー伝説」を再録音したが、今度はドリフターズの所属事務所から正式な抗議が来て、ファースト・アルバム『仏陀L』に収録されず結果お蔵入りとなる（このテイクは後の1993年、シングル・ベスト『筋少の大水銀』に「高木ブー大伝説」として収録）。
翌1989年、この一件を聞きつけた高木からの許可により、ようやくメジャーで発売が決定。改めて録音され、12月5日に『元祖高木ブー伝説』としてリリース（詳細は『元祖高木ブー伝説』項目参照）。

## 備考
- 上記の影響からか、1990年1月に発売された筋肉少女帯のインディーズ時代のベスト・アルバム『筋肉少女帯 ナゴム全曲集』には本盤B面の「から笑う孤島の鬼」は収録されているものの、「高木ブー伝説」は収録されなかった（しかし、2006年6月に発売された『筋肉少女帯 ナゴムコレクション』には収録）。
- このEPは歌詞カードが付いていない。
- 自主回収後、高木から許可を得るまでの間はライヴやテレビ番組においてこの曲を演奏する場合、歌詞の「高木ブー」の部分を「鼻血ブー」に変更、タイトルも『鼻血ブー伝説』とした。「鼻血ブー」以外のバリエーションもあった。
- iTunesにて、本作とアルバム『とろろの脳髄伝説』『ノゾミ・カナエ・タマエ』のナゴムレコード在籍時代の3作が、デジタル・リマスタリングを施し2014年9月から配信された（ただし『ノゾミ・カナエ・タマエ』に関しては、4曲目「ドリフター」のみ歌詞の問題からか未配信）が現在は配信されていない。

## 収録曲
1. 高木ブー伝説
（作詞・作曲：大槻モヨコ）
2. から笑う孤島の鬼
（作詞：大槻モヨコ　作曲：ユウ（現:内田雄一郎））

## 演奏者
- 大槻モヨコ - ボーカル
- ウチダユウイチロウ - ベース
- 三柴江戸蔵 - ピアノ、シンセサイザー、コーラス
- みのすけ - ドラムス、コーラス
- 友森"スマイル"昭一 - ギター
- 太田アキラ - パーカッション（ゲスト）